# 微型化学
微型化学 （英語：Microscale chemistry，通常称为小规模化学）是化学分析方法，在大學中上得到了广泛使用教学方法。这种方法通常使用少量的化学物质。尽管许多传统化学教学都集中在多克制剂上，但毫克级的物质足以用于微型化学。在大学中，使用了现代且昂贵的实验室玻璃器皿，并且现代方法通常用于检测和表征所产生的物质。在学校和南半球的许多国家，小规模的工作都是使用低成本甚至免费的材料进行的。在定性研究中一直有进行小规模研究的地方，但是新的发展可以涵盖学生可能会遇到的许多化学反应。

## 历史
现代方法有两个主要方面。
- 一种是基于这样的想法，即与一般化学相关的许多实验（酸和碱，氧化和还原，电化学等）都可以在更简单的设备（注射瓶，滴管，注射器，井板，塑料滴管，因此比实验室中的传统玻璃器皿便宜，因此可以扩大大班学生的实验室体验，并将实验室工作引入对标准型工作而言装备不足的机构中。Egerton C. Grey (1928),[1] Mahmoud K. El-Marsafy (1989)[2] 在埃及，Stephen Thompson[3] 在美国以及许多人进行了这一领域的开拓性开发。这些想法的进一步应用是布拉德利（Bradley）在南非设计的Radmaste套件[4] 该套件的目的是使发展中国家在缺少许多地方理所当然的技术服务（电力，自来水）的学校中进行有效的化学实验。
- 另一个方面是将这种方法引入合成工作，主要是在有机化学中。梅奥（Mayo），派克（Pike）和布彻（Butcher）[5]以及威廉姆森[6]在这里取得了至关重要的突破，他们证明了没有经验的学生能够以几十毫克进行有机合成，这项技能以前被认为需要多年的训练和经验。这些方法伴随着一些专用设备的引入，随后由Breuer对其进行了简化，而又没有太大的通用性。[7]

有大量已出版的材料可以帮助引入这种方案，提供有关设备，技术和制备性实验选择的建议，并且此类材料的流动正在“化学教育杂志”的专栏中继续进行。 ”已经运行了多年的“微型实验室”。与现代投影技术相结合的按比例缩小实验，开辟了进行总体安全性最高的危险演示讲座的可能性。
该方法已在全球范围内采用。它已成为美国教育界的主要代表，它在英国使用的程度较小，并且在许多国家/地区的机构中使用，对此工作人员充满热情。例如，在印度，一些大学和学院现在正在实施小规模化学/微型化学。

## 优势
- 节省准备时间并清理
- 从源头减少浪费
- 更安全
- 降低化学物质和设备的成本
- 较小的存储区
- 减少了对密集通风系统的依赖
- 愉快的工作环境[9]
- 更短的反应时间
- 更多时间进行评估和沟通。

## 机构
- 奥地利 Viktor Obendrauf
- 中国 Zhou Ning-Huai
- 埃及 Mahmoud K. El-Marsafy
- 德国 Angela Koehler-Kruetzfeld, Peter Schwarz, Waltraud Habelitz-Tkotz, Michael Tausch, John McCaskill, Theodor Grofe, Bernd-Heinrich Brand, Gregor von Borstel, Stephan Mattusek
- 香港 Winghong Chan
- 以色列l Mordechai Livneh
- 日本 Kazuko Ogino
- 马其顿 Metodija Najdoski
- 墨西哥 Jorge Ibanez, Arturo Fregoso, Carmen Doria, Rosa Maria Mainero, Margarita Hernandez, et al.
- 波兰  Aleksander Kazubski, Dominika Strutyńska, Łukasz Sporny, Piotr Wróblewski
- 葡萄牙 M. Elisa Maia
- 南非 John Bradley Marie DuToit
- 瑞士 Christer Gruvberg
- 美国
  - National Microscale Chemistry Center 
  - National Small Scale Chemistry Center
  - Microscale Gas Chemistry; Bruce Mattson
  - Kenneth  M. Doxsee
- 泰国 Supawan Tantyanon
- 科威特 Abdulaziz Alnajjar
- 印度 Govt. Victoria College, Palakkad,Kerala
- 英国 Bob Worley, CLEAPSS, Chis LLoyd SSERC

## 会议
第一届国际微型化学研讨会 伊比利亚美洲大学 墨西哥城，2000年5月 
第二届国际微型化学研讨会 香港浸会大学 香港，2001年12月13日至15日 
第三届国际微型化学研讨会 伊比利亚美洲大学 墨西哥城，2005年5月18日至20日 
第四届国际微型化学研讨会 泰国 曼谷，2009年
第五届国际微型化学研讨会 菲律宾 马尼拉，2010年
第六届国际微型化学研讨会 科威特 科威特城，2011年
第七届国际微型化学研讨会 德国 柏林，2013年
第八届国际微型化学研讨会 墨西哥 墨西哥城，2015年
第九届国际微型化学研讨会 日本 仙台，2017年
第十届国际微型化学研讨会 西北大学 南非